# Clystea leucaspis
Clystea leucaspis är en fjärilsart som beskrevs av Pieter Cramer 1775. Clystea leucaspis ingår i släktet Clystea och familjen björnspinnare. Inga underarter finns listade i Catalogue of Life.